# Rabdophaga salicishordoides
Rabdophaga salicishordoides är en tvåvingeart som först beskrevs av Osten Sacken 1878.  Rabdophaga salicishordoides ingår i släktet Rabdophaga och familjen gallmyggor.
Artens utbredningsområde är Illinois. Inga underarter finns listade i Catalogue of Life.